# BMW C1
BMW C1 – skuter produkowany przez Bertone dla BMW w latach 2000-2003. Był wyposażony w dwa rodzaje silników czterosuwowych, czterozaworowych o pojemności 124 centymetrów sześciennych i mocy 15 koni mechanicznych (11 kW), lub o pojemności  176 centymetrów sześciennych i mocy 18 koni mechanicznych. Obydwa silniki były produkowane przez Rotax, a napęd był przenoszony przez przekładnię CVT.
W wielu krajach, między innymi w Niemczech i Hiszpanii, dzięki zastosowanemu sztywnemu dachowi oraz pasom bezpieczeństwa, istniała możliwość jazdy bez kasku. Oprócz tego z systemów bezpieczeństwa stosowany był system ABS, oraz system zapobiegający zjawisku nurkowania przy hamowaniu. Skuter był wyposażony również w wycieraczkę przedniej szyby i spryskiwacze.